# Altichiero
Altichiero da Zevio (ca. 1330 i Zevio – ca. 1390 i Verona) var en italiensk maler fra 14. århundrede, virkede i Verona og Padua. I Verona malede han blandt meget andet til Scaliger’s palads det i sin tid højt skattede, nu forsvundne Jerusalems Erobring. I Padua udførte han sammen med sin lærling Jacopo d'Avanzi Korsfæstelsen, freskerne i San Felice-Kapellet (scener af den hellige Jakob’s Liv) og i San Giorgio, hvor bl.a. Sankt Georgs-legenden er fremstillet. I disse betydelige værker brydes på en ejendommelig måde trangen til dramatisk liv og trofast naturiagttagelse med den fra den ældre kunst nedarvede stivhed. Under påvirkning fra Giotto di Bondone bliver Altichiero grundlæggeren af den gammelveronesiske malerskole.